# Double Date
Double Date (titulado Cita doble en las emisiones en español en Hispanoamérica y España) es el décimo quinto episodio de la cuarta temporada de la serie de televisión estadounidense de drama sobrenatural y policial Grimm. El guion principal del episodio fue escrito por Brenna Kouf, mientras que la dirección general estuvo a cargo de Karen Gaviola. 
El episodio se transmitió originalmente el 27 de marzo del año 2015 por la cadena de televisión NBC. En Hispanoamérica el episodio se estrenó el 13 de abril por el canal Universal Channel.
Un hombre y una mujer que resultarán ser un mismo wesen que transforma su género a voluntad, se dedica a seducir y estafar a hombres casados en los bares. Nick, Hank y Wu, con la ayuda de Rosalee y Monroe lo atraparán, lo encarcelarán y lo forzarán a ser para siempre varón. Por otra parte, la transformación de Juliette en hexenbiest produce una crisis en su relación con Nick, debido a lo cual busca la ayuda del capitán Renard, yendo a vivir a su casa.

## Título y epígrafe
El título "Double Date" (Cita doble) alude a la condición intersexual del tipo de wesen que protagoniza la historia policial semanal, un/una Huntha Lami Muaaji. Algunas críticas, han cuestionado este capítulo por el tratamiento inadecuado dado a la intersexualidad en el episodio:

En primer lugar, es desagradable el elemento engaño/estafa. La sola idea de mujeres trans "engañando" a hombres cis para llevarlos a la cama, es un concepto tóxico que lleva continuamente, no solo a la burla y el "humor" vil, sino a una horrenda cantidad de crímenes anti-trans y violencia anti-trans. Se trata de un terrible y atroz estereotipo. ¿Y el lenguaje usado? ¿El estremecimiento que siente Hank? Incluso el hecho de que el wesen tenga múltiples personalidades (siendo que las personas trans o genderqueer son consideradas frecuentemente como enfermas mentales) es tóxico. Con respecto al destino -ellos deciden "encerrar" a Linus en un género contra su voluntad. Forzar a las personas trans o genderqueer a presentarse con un solo género es una amenaza constante usada contra ellas: exigir que se muestre un género independientemente de la identidad de género de cada persona. Pareciera que este castigo ha sido elegido expresamente para atacar a este wesen gender fluid, de un modo que tiene terribles paralelos en el mundo real (incluso las herramientas que Rosalie menciona -hormonas, no pciones mágicas- parecen diseñadas para invocar la experiencia trans).

El epígrafe es una frase del poeta romano Ovidio incluida en el Libro IV de su obra clásica Las metamorfosis (año 8), correspondiente a "La historia de Salmacis y Hermafrodito", en la traducción al inglés realizada en 1916 por Frank Justus Miller. A continuación se transcriben textualmente el epígrafe de la versión original en inglés, y sus correspondientes traducciones realizadas en las transmisiones en español, con las diferencias según se trate de Hispanoamérica y España. En la cuarta temporada, algunas de las emisiones en Hispanoamérica suprimieron el epígrafe.

Original en inglés
One could have called that shape a woman or a boy: for it seemed neither and seemed both.
Versiones en español
HispanoaméricaSe podría decir que tenía forma de mujer y de niño. Pues se parecía a ambos y a ninguno.
EspañaSe podría haber llamado a ese cuerpo hombre y mujer, porque ninguno era y los dos podría parecer.

La historia de Ovidio relata la creencia mitológica romana sobre la turbulenta y trágica relación de  Hermafrodito (hijo de Hermes y Afrodita) con la náyade Salmacis, que llevó a que los dioses fusionaran sus cuerpos transformándolos en una sola persona con dos sexos.

## Argumento
Un hombre casado de mediana edad está en un bar intentando conocer alguna mujer para mantener una relación sexual casual. Cuando está a punto de irse debido a los rechazos, llega Stacey, una bella mujer que comienza a llorar. Se ponen a conversar y ella le cuenta que su esposo acaba de abandonarla. Una cosa lleva a la otra y poco después están en el departamento de la mujer a punto de mantener relaciones sexuales. Ella va al baño para prepararse y en ese momento entra un hombre con un arma, diciendo que es su esposo Linus y que va a matar al amante de su esposa. Este logra evitar que lo mate, dándole todo lo que tiene. Una vez en la calle, ve a la mujer y la increpa con violencia. Pero esta se transforma en un wesen, que al solo contacto con la cara del hombre despechado, produce su muerte. Poco después se la ve a ella y su supuesto esposo discutiendo hasta que se revela que es la misma persona, que cambia constantemente de género y de personalidad.
Nick, Hank y Wu, con la ayuda de Rosalee y Monroe descubren en los libros de Nick que se trata de un wesen, llamado Huntha Lami Muaaji, del que se sabe muy poco. Se sienten confundidos por el hecho de que sólo encuentran información sobre el varón, pero no sobra la mujer. Deciden entonces ponerles una trampa y le toca a Monroe ir al bar y dejarse seducir por Stacey. Monroe lo hace y la mujer lo lleva a su departamento, mientras fuera, Nick y Hank esperan a que llegue Linus.  Cuando se dan cuenta de que Linus está atacando a Monroe, salen en su ayuda, aunque sin explicarse cómo pudo haber entrado sin que lo vieran. Linus sale corriendo y Nick lo persigue por la calle, hasta que la dar vuelta en una esquina, Linus se transforma en Stacey, escapando de ese modo. Nick encuentra la campera de Linus en el piso y le sorprende encontrar en el bolsillo los aros de Stacey. Eso será suficiente para deducir que Linus y Stacey son la misma persona.
Rosalee recomiendo que la única manera de neutralizar a Stacey/Linus es mediante una considerable inyección de testosterona que lo transforme en varón para siempre. Monroe expresa sus objeciones morales al plan, pero finalmente es lo que hacen al atraparlo. 
A lo largo del episodio Juliette y Nick intentan lidiar con el hecho de que ella ahora es una hexenbiest. Adalind por su parte llega a un acuerdo con Sean Renard, el padre de su beba Dana, para recuperarla, y recibe la noticia de que está nuevamente embarazada, esta vez de Nick.
Por otra parte, la transformación de Juliette en hexenbiest produce una crisis en su relación con Nick, debido a lo cual busca la ayuda del capitán Renard, yendo a vivir a su casa.

## Elenco regular
- David Giuntoli como Nick Burkhardt.
- Russell Hornsby como Hank Griffin.
- Bitsie Tulloch como Juliette Silverton.
- Silas Weir Mitchell como Monroe.
- Sasha Roiz como el capitán Renard.
- Bree Turner como Rosalee Calvert.
- Claire Coffee como Adalind Schade.
- Reggie Lee como el sargento Wu.